# الجبهة الشعبية (مترو باريس)
الجبهة الشعبية (بالفرنسية: Front Populaire)‏ هي محطة مترو تابعة لمترو باريس تقع في فرنسا في .[بحاجة لمصدر]